# Atthakatha
Az Atthakatha (páli: aṭṭhakathā) a páli kánon (Tipitaka) műveihez íródott páli nyelvű théraváda buddhista szövegmagyarázatok gyűjtőneve. Ezek a kommentárok jelentik a kanonikus páli irodalom hagyományos értelmezéseit. A legfőbb kommentárok az i. e. 1. század környékéről származó szövegmagyarázatokra épülnek, amelyek ma már nem léteznek. Egyes szövegek más buddhista iskolák kanonikus szövegeiben is szerepelnek, amelyből arra következtetnek, hogy közös korábbi forrásból származhatnak.
A kánonhoz hasonlóan, az összeállított théraváda kommentárok tartalma is eltérő a különböző kiadások között. A legrövidebb gyűjtemény a thai kiadású változat (1992), amely a következőket tartalmazza:
- Tizenkét kommentár, amelyet Buddhagószának tulajdonítanak: a Vinaja-pitaka szövegmagyarázata. Egy könyv készült a Dígha-nikájához, a Maddzshima-nikájához, a Szamjutta-nikájához és az Anguttara-nikájához, négy könyv készült a Khuddaka-nikájához books, és három az Abhidhamma-pitakához.
- Dhammapála kommentárjai a Khuddaka-nikája hét könyvéhez.
- Különböző szerzők négy kommentárja a Khuddaka-nikája más könyveihez.

Ezeken felül a következők tartoznak az Atthakathába a másik két kiadás valamelyikébe, vagy mindkettőbe (a burmai Csatthaszangajána kiadás  és a szingaléz Simon Hewavitarne Bequest kiadás).
- Buddhagósza Viszuddhimagga (Megtisztulás ösvénye - csaknem 900 oldalas kézikönyv a meditációval kapcsolatban) című műve a hagyományos tanítások rendszerbe szedett bemutatása - a szingaléz [4] és a burmai kiadásban egyaránt
- A Patimokkha [5] és a hozzá íródott Kankhavitarani, Buddhagószának tulajdonítják
- Dhammapála kommentárja a Nettipakarana című műhöz - ez gyakran tekintik a kánon részének
- Vinaja-szangaha - válogatott részek a Szamantapaszadikából, amelyet téma szerint rendezett Száriputta a 12. században [6]
- Szarattha-szamuccsaja, a Paritta szövegmagyarázata a szingaléz kiadás része [7]

## Buddhagósza
A következő lista Buddhagósza állítólagos tizennégy kommentárja a Tipitakához a 4. vagy 5. századból (páli: atthakatha) .
| A páli Tipitaka          | A páli Tipitaka       | A páli Tipitaka    | Kommentárok                                     |
| ------------------------ | --------------------- | ------------------ | ----------------------------------------------- |
| a Vinaja- pitakából      | Vinaja (általános)    | Vinaja (általános) | Szamantapászádiká                               |
| a Vinaja- pitakából      | Patimokkha            | Patimokkha         | Kankhavitarani                                  |
| a Szutta- pitakából      | Dígha-nikája          | Dígha-nikája       | Szumangalavilaszini                             |
| a Szutta- pitakából      | Maddzshima-nikája     | Maddzshima-nikája  | Papanycsaszúdani                                |
| a Szutta- pitakából      | Szamjutta-nikája      | Szamjutta-nikája   | Szaratthappakaszini                             |
| a Szutta- pitakából      | Anguttara-nikája      | Anguttara-nikája   | Manorathapurani                                 |
| a Szutta- pitakából      | a Khuddaka- nikájából | Khuddakapatha      | Paramatthajotika (I)                            |
| a Szutta- pitakából      | a Khuddaka- nikájából | Dhammapada         | Dhammapada-atthakatha                           |
| a Szutta- pitakából      | a Khuddaka- nikájából | Szutta-nipáta      | Paramatthajotika (II), Szutta-nipáta-atthakathá |
| a Szutta- pitakából      | a Khuddaka- nikájából | Dzsátaka           | Dzsátakatthavannana, or Dzsátaka-atthakathá     |
| az Abhidhamma- pitakából | Dhamma-szanganí       | Dhamma-szanganí    | Atthaszalini                                    |
| az Abhidhamma- pitakából | Vibhanga              | Vibhanga           | Szammohavinodani                                |
| az Abhidhamma- pitakából | Dhátu-katha           | Dhátu-katha        | Pancappakaranatthakatha                         |
| az Abhidhamma- pitakából | Puggala-pannyatti     |                    | Pancappakaranatthakatha                         |
| az Abhidhamma- pitakából | Kathá-vatthu          |                    | Pancappakaranatthakatha                         |
| az Abhidhamma- pitakából | Jamaka                |                    | Pancappakaranatthakatha                         |
| az Abhidhamma- pitakából | Patthána              |                    | Pancappakaranatthakatha                         |

A tudósok csupán a Viszuddhimaggát és az első négy nikájához szóló kommentárt fogadják el, hogy Buddhagószától származik.

## Dhammapála
Dhammapála szövegmagyarázatainak dátuma nem ismert. Buddhagósza után, viszont feltehetően a 10. század előtt írt. A Khuddaka-nikájával kapcsolatos kommentárja a Paramatthadípaní, amely a következőkből áll:
- Udana-atthakatha - az Udanával kapcsolatban
- Itivuttaka-atthakatha - az Itivuttakával kapcsolatban.
- Vimanavatthu-atthakatha - a Vimanavatthuval kapcsolatban.
- Petavatthu-atthakatha - a Petavatthuval kapcsolatban.
- Theragatha-atthakatha - a Theragathával kapcsolatban.
- Therigatha-atthakatha - a Therigathával kapcsolatban.
- Csarija-pitaka-atthakatha - a Csarija-pitakával kapcsolatban.

## További Khuddaka-nikája szövegmagyarázatok
Khuddaka-nikája szövegmagyarázatok még a következők:
- Szaddhammapadzsotika - Upaszéna kommentárja a Niddeszával kapcsolatban.
- Szaddhammappakaszini - Mahánáma kommentárja a Patiszambhidá-maggával kapcsolatban.
- Viszuddhadzsanavilaszini - ismeretlen szerző kommentárja az Apadanával kapcsolatban.
- Madhuratthavilaszini - Buddhadatta kommentárja a Buddhavamszával kapcsolatban.

A Khuddaka-nikája három könyve szerepel néhány kiadában: a Nettipakarana, a Petakopadesza és a Milinda-panyha. Közülük csak az első szerepel mindegyik kiadásban.